# Dudley McIver DuBose

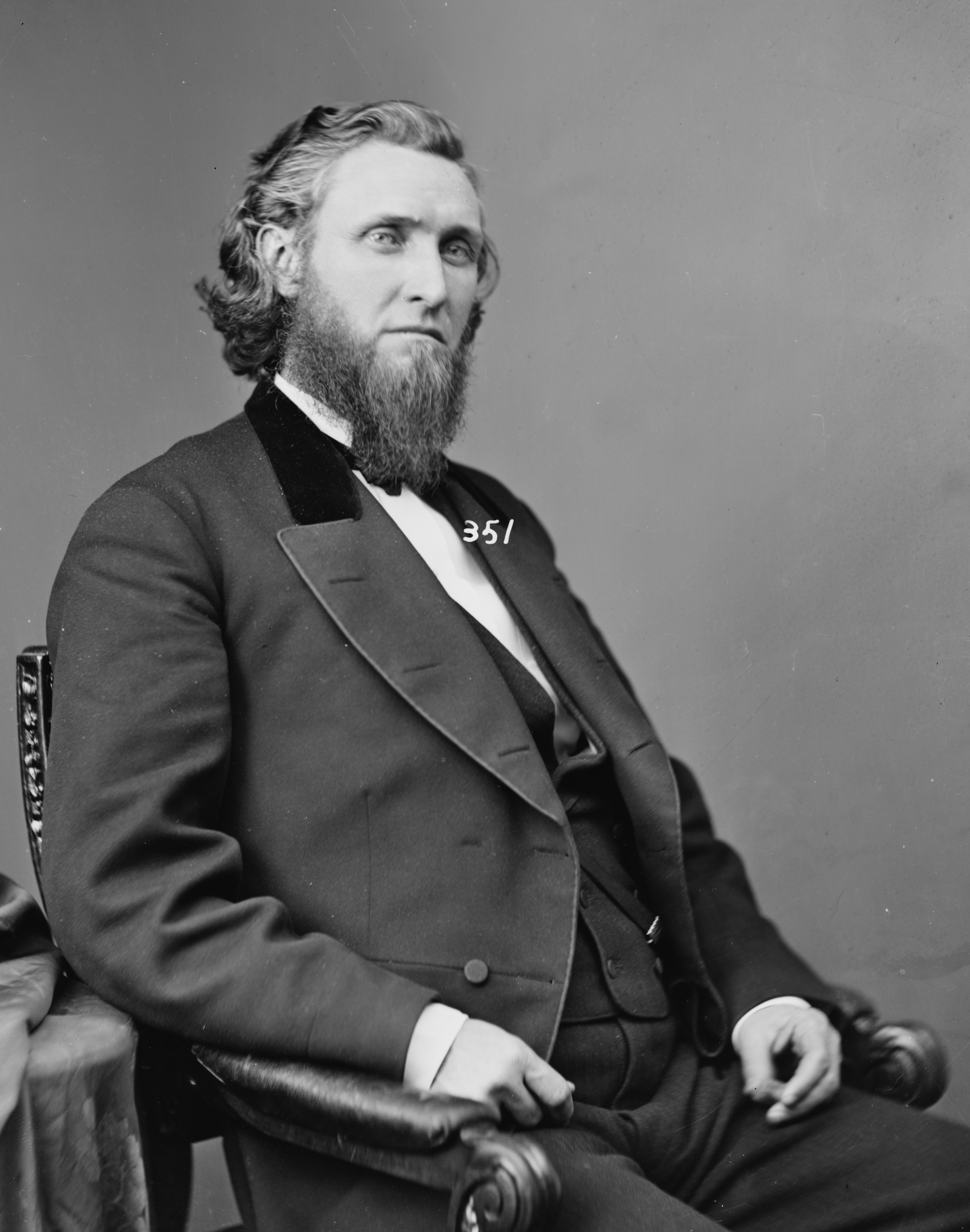
Dudley McIver DuBose

Dudley McIver DuBose (* 28. Oktober 1834 im Shelby County, Tennessee; † 2. März 1883 in Washington, Georgia) war ein US-amerikanischer Politiker und Brigadegeneral der Konföderierten im Sezessionskrieg.

## Leben
Nach seiner normalen Schulzeit besuchte er die University of Mississippi in Oxford im Osten von Mississippi. Er machte 1856 seinen Abschluss als Jurist in Lebanon (Tennessee) und wurde 1857 als Anwalt zugelassen. Noch im gleichen Jahr eröffnete er eine Anwaltspraxis in Memphis.

### Sezessionskrieg
Ab 1860 arbeitete er in Augusta (Georgia), wo er bei Ausbruch des Sezessionskrieges in das konföderierte Heer eintrat. Er kämpfte unter anderem bei der Sieben-Tage-Schlacht vom 25. Juni bis 1. Juli 1862, bei der Zweiten Schlacht am Bull Run am 28. und 30. August 1862 und bei der Schlacht am Antietam am 17. September 1862. Im Januar 1863 wurde DuBose zum Kommandeur des 15. Georgia Freiwilligen Infanterie-Regiments ernannt, nahm an den Schlachten von Gettysburg vom 1. bis 3. Juli 1863, am Chickamauga am 19. und 20. September 1863 und in der Wilderness am 5. und 6. Mai 1864 teil. Im November 1864 wurde er zum Brigadegeneral befördert und bekam sein eigenes Kommando in der Division von Generalmajor Joseph Brevard Kershaw, mit dem er an dem vom 29. März bis 9. April 1865 andauernden Appomattox-Feldzug teilnahm. Am 6. April, drei Tage vor der Niederlage von Appomattox Court House wurde DuBose gefangen genommen und für mehrere Monate inhaftiert.

### Politik
Nach seiner Freilassung ließen er und seine Frau, die ein Jahr später verstarb, sich in Washington (Georgia) nieder. DuBose arbeitete wieder als niedergelassener Anwalt, nahm Robert Toombs, ehemals Außenminister und General der Konföderierten, als seinen Partner auf und betätigte sich selbst in der Politik. Als Mitglied der Demokratischen Partei wurde er für den Zeitraum vom 4. März 1871 bis zum 3. März 1873 als Repräsentant von Georgia in das US-Repräsentantenhaus im 42. Kongress gewählt. Nachdem er die Wiederwahl verloren hatte, führte DuBose bis zu seinem Tod 1883 seine Kanzlei weiter.